# Lingaro
Lingaro sp. z o.o. – polskie przedsiębiorstwo świadczące usługi IT.
Lingaro powstało 22 września 2005 roku w Warszawie. Spółka zatrudnia około 1500 specjalistów w Polsce i za granicą. Poza Warszawą istnieją oddziały w Lublinie, Zurychu, Cincinnati, Manili, Singapurze, Bengaluru i Meksyku. Ponadto w Genewie znajduje się należąca do Grupy Lingaro spółka eBusiness Institute, a w Cincinnati Orba. Grupę Lingaro w Polsce stanowi kilka podmiotów powiązanych osobami członków zarządu/wspólników.
Przedsiębiorstwo wdraża rozwiązania z zakresu zarządzania i prezentacji danych. Specjalizuje się również w nowoczesnych technologiach, takich jak Data Science czy AI oraz eCommerce. Lingaro jest marką rozpoznawaną globalnie. Wśród najważniejszych klientów Spółki wymienić należy Procter and Gamble.

## Działalność

### Szkolnictwo wyższe
Lingaro w współpracuje z UMCS, we współpracy z którym został uruchomiony kierunek studiów II stopnia Data Science, na którym wykłady są prowadzone m.in. przez ekspertów Spółki. Zajęcia prowadzone są w języku angielskim.
Drugim partnerem Spółki wśród uczelni wyższych jest Wyższa Szkoła Przedsiębiorczości i Administracji w Lublinie, z którą w 2023 roku wspólnie uruchomiono laboratorium analityki danych.

### Partnerstwa
Lingaro jest partnerem:
- Microsoftu w zakresie narzędzia Power BI[13]
- Amazon Web Services[14]
- Google[14]
- Oracle Corporation[15]
- Looker[14]
- Tibco[14]
- Alteryx[14]
- Stibo Systems[14]
- Profisee[14]

## Wybrane nagrody i wyróżnienia
- Drugie miejsce w konkursie o tytuł "Najlepszego pracodawcy w IT w Polsce" według badania magazynu Computerworld AudIT 2020[16]
- Drugie miejsce w konkursie o tytuł "Najlepszego pracodawcy w IT w Polsce" według badania magazynu Computerworld AudIT 2019[17]
- Certyfikat Great Place to Work Filipiny 2022-2023[18]
- Certyfikat Great Place to Work Filipiny 2021-2022[19]
- Ocena 4.7 w rankingu Gartner Peer Insights[20], co w roku 2022 przełożyło się na zaliczenie Spółki do obszaru "Strong Performer" w kategorii Data and Analytics Service Providers[21].